# ロベルト・マリナ
ロベルト・シモン・マリナ（Roberto Simón Marina、1961年8月28日 - ）は、スペイン・エストレマドゥーラ州ビジャヌエバ・デ・ラ・セレーナ出身の元サッカー選手、サッカー指導者。現役時代のポジションはMF。元スペイン代表。

## 経歴
エストレマドゥーラ州バダホス県のビジャヌエバ・デ・ラ・セレーナに生まれ、1976年にアトレティコ・マドリードのカンテラに入団した。1980年5月15日、レアル・ソシエダとのリーグ戦にて、18歳でトップチームデビューを果たすと、1982-83シーズン開幕前にルイス・アラゴネス監督によってトップチーム昇格が決定した。クラブでの初タイトルは1984-85シーズンのコパ・デル・レイ優勝であり、翌シーズンにはスーペルコパ・デ・エスパーニャ優勝も経験した。また、この1985-86シーズンには、UEFAカップウィナーズカップの決勝に進出し、FCディナモ・キーウとの試合でマリナはフル出場したが、0-2で敗れた。1990年までの10年間でクラブ公式戦通算318試合に出場し、64得点を挙げた。
1990年8月、5,000万ペセタでRCDマジョルカへと移籍するが、レギュラー確保には至らず、2シーズン目にクラブがセグンダ・ディビシオンへと降格したことでクラブを退団。その後は故郷エストレマドゥーラ州のクラブであるCDトレドで3シーズンプレーして現役を引退した。
1985年5月26日、アイルランド代表との親善試合にてスペイン代表での初キャップを刻んだが、これ以降の出場機会は訪れなかった。
現役引退後は指導者として活動し始め、古巣アトレティコ・マドリードのアシスタントやホセ・ムルシアの右腕として世界各地のクラブを転々とした。2014-15シーズンにはアトレティコ・マドリードBの暫定監督として1試合のみ指揮を執った。

## タイトル

### クラブ
アトレティコ・マドリード
- コパ・デル・レイ : 1回 (1984-85)
- スーペルコパ・デ・エスパーニャ : 1回 (1985-86)